# 西藏姜味草
西藏姜味草（学名：Micromeria wardii），为唇形科姜味草属下的一个植物种。